# 阿爾喬莫夫斯基
57°21′23″N 61°52′16″E / 57.3564°N 61.8711°E
阿爾喬莫夫斯基（俄语：Артёмовский）是俄羅斯斯維爾德洛夫斯克州中南部的一個城市。2002年人口34,980人。
1665年時稱。1871年發現了煤炭。1938年與煤礦附近的合併並建市。